# Покровский (Чечерский район)
Покровский (бел. Пакроўскі) — посёлок в Оторском сельсовете Чечерского района Гомельской области Беларуси.

## География

### Расположение
В 4 км на северо-запад от Чечерска, 41 км от железнодорожной станции Буда-Кошелёвская (на линии Гомель — Жлобин), 69 км от Гомеля.

### Гидрография
На западе мелиоративный канал, соединённый с рекой Чечора (приток реки Сож).

## Транспортная сеть
Рядом автодорога Чечерск — Рысков. Планировка состоит из короткой прямолинейной улицы, ориентированной с юго-востока на северо-запад и застроенной двусторонне деревянными усадьбами.

## История
Основан в начале 1920-х годов переселенцами из соседних деревень на бывших помещичьих землях. В 1930 году организован колхоз. 15 жителей погибли на фронтах Великой Отечественной войны. Согласно переписи 1959 года в составе колхоза «Стяг коммунизма» (центр — деревня Отор).

## Население

### Численность
- 2004 год — 17 хозяйств, 51 житель.

### Динамика
- 1959 год — 140 жителей (согласно переписи).
- 2004 год — 17 хозяйств, 51 житель.